# Unai Vergara
Unai Vergara, född den 20 januari 1977 i Portugalete, Spanien, är en spansk fotbollsspelare. Vid fotbollsturneringen under OS 2000 i Sydney spelade han i det spanska laget som tog silver. 